# ISO 3166-2:SV

Administrativní mapa členění státu Salvador

Kódy ISO 3166-2 pro Salvador identifikují 14 departementů (stav v roce 2015). První část (SV) je mezinárodní kód pro Salvador, druhá část sestává ze dvou písmen identifikujících departement.

## Seznam kódů
```
SV-AH Ahuachapán (Ahuachapán)
SV-CA Cabañas (Sensuntepeque)
SV-CH Chalatenango (Chalatenango)
SV-CU Cuscatlán (Cojutepeque)
SV-LI La Libertad (Nueva San Salvador)
SV-MO Morazán (San Francisco)
SV-PA La Paz (Zacatecoluca)
SV-SA Santa Ana (Santa Ana)
SV-SM San Miguel (San Miguel)
SV-SO Sonsonate (Sonsonate)
SV-SS San Salvador (San Salvador)
SV-SV San Vicente (San Vicente)
SV-UN La Unión (La Unión)
SV-US Usulután (Usulután)
```